# 广西杯冠藤
广西杯冠藤（学名：Cynanchum kwangsiense）为夹竹桃科鹅绒藤属的植物，为中国的特有植物。分布于中国大陆的广西等地，生长于海拔600米的地区，见于石山疏林中，目前尚未由人工引种栽培。
种加名 kwangsiense 意为“广西的”。